# Asnières-sur-Nouère

Asnières-sur-Nouère este o comună în departamentul Charente, Franța. În 1 ianuarie 2022 avea o populație de 1.278 de locuitori.